# Hypoplectrodes cardinalis
Hypoplectrodes cardinalis, thường được gọi là cá mú đỏ, là một loài cá biển thuộc chi Hypoplectrodes trong họ Cá mú. Loài này được mô tả lần đầu tiên vào năm 1990.

## Phân bố và môi trường sống
H. cardinalis có phạm vi phân bố giới hạn ở Đông Ấn Độ Dương. Đây là một loài đặc hữu của Tây Úc, được tìm thấy từ vịnh Shark trải dài về phía nam đến quần đảo Recherche. Chúng sống xung quanh các rạn đá ngầm và rạn san hô ở độ sâu khoảng 35 m trở lại.

## Mô tả
H. cardinalis trưởng thành có kích thước lớn nhất là khoảng 30 cm. Cơ thể của cá trưởng thành có màu đỏ hồng với một dải màu đỏ nâu rõ rệt ở thân trên, kéo dài từ mõm và mắt, kết thúc bằng một đốm đen trên cuống đuôi. Trên má có các vệt sọc vàng. Các vây có màu hồng nhạt. Vây đuôi tròn; vây ngực lớn có thể vươn xa đến gốc vây hậu môn; vây bụng nhỏ, đỉnh vây tròn. Loài này có thói quen lộn ngược cơ thể khi núp trong các hang động và bên dưới các mỏm đá, nên hiếm khi chúng được bắt gặp.
Số gai ở vây lưng: 10; Số tia vây mềm ở vây lưng: 19; Số gai ở vây hậu môn: 3; Số tia vây mềm ở vây hậu môn: 8; Số tia vây mềm ở vây ngực: 15 - 17; Số gai ở vây bụng: 1; Số tia vây mềm ở vây bụng: 5; Số tia vây mềm ở vây đuôi: 17; Số vảy đường bên: 41 - 45.
Thức ăn của H. cardinalis có lẽ là các loài động vật giáp xác.